# ناحیه فری، میشیگان
ناحیه فری (به انگلیسی: Ferry Township) یک منطقهٔ مسکونی در ایالات متحده آمریکا است که در شهرستان اوشنا، میشیگان واقع شده‌است.
 ناحیه فری ۹۳٫۶ کیلومتر مربع مساحت و ۱٬۲۹۲ نفر جمعیت دارد و ۲۱۲ متر بالاتر از سطح دریا واقع شده‌است.